# Geotrypetes seraphini
Geotrypetes seraphini är en groddjursart som först beskrevs av Duméril 1859.  Geotrypetes seraphini ingår i släktet Geotrypetes och familjen Caeciliidae. IUCN kategoriserar arten globalt som livskraftig. Inga underarter finns listade i Catalogue of Life.